# Douglas Geoffrey Rowell

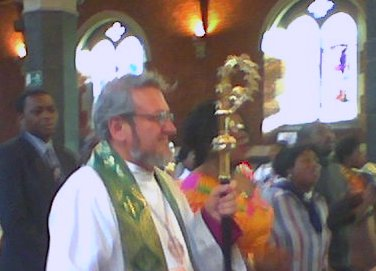
Geoffrey Rowell

Geoffrey Rowell (n. 13 februarie 1943 – d. 11 iunie 2017) este un cleric britanic. În 2009 era episcop anglican de Gibraltar, având în sufragiul său parohiile anglicane din diaspora.

## Educație
Rowell a urmat Winchester Collage și Corpus Christi Collage, Cambridge.

## Carieră
Din 1999, Rowell a fost un patron episcopal al Proiectului Canterbury, un proiect major de arhive online a textelor anglicane.
Rowell a fost delegat Episcop de Gibraltar în Europa (adesea numit simplu „Episcop în Europa”) în data de 18 octombrie 2001 la biserica Sf. Margareta, Westminster Abbey, și întronat în Catedrala Sfintei Trinității din Gibraltar, 1 noiembrie 2001.
În cadrul întâlnirii Sinodului General al Bisericii Engleze din noiembriee 2012, Rowell a fost unul din trei membrii ai Casei Episcopilor care au votat împotriva ordinării femeii ca episcop.
Reședința sa, casa episcopală, este pe Church Road, Worth, West Sussex, foarte aproape de Aeroportul Gatwick, permițând episcopului un acces mai mare spre continent. El se retrage din funcția de episcop in noiembrie 2013.